# سرتختگاه
تختگاه سیدصیفور اژند، روستایی است از توابع بخش کوزران و در شهرستان دالاهو استان کرمانشاه ایران.

## جمعیت
این روستا در دهستان گورانی قرار داشته و بر اساس سرشماری سال ۱۳۸۵ جمعیت آن (۵۲خانوار) ۱۹۵نفر
بوده است.